# Landen (Brabante Flamengo)
Landen é uma cidade e um município da Bélgica localizado no distrito de Lovaina, província de Brabante Flamengo, região da Flandres.

## Historia

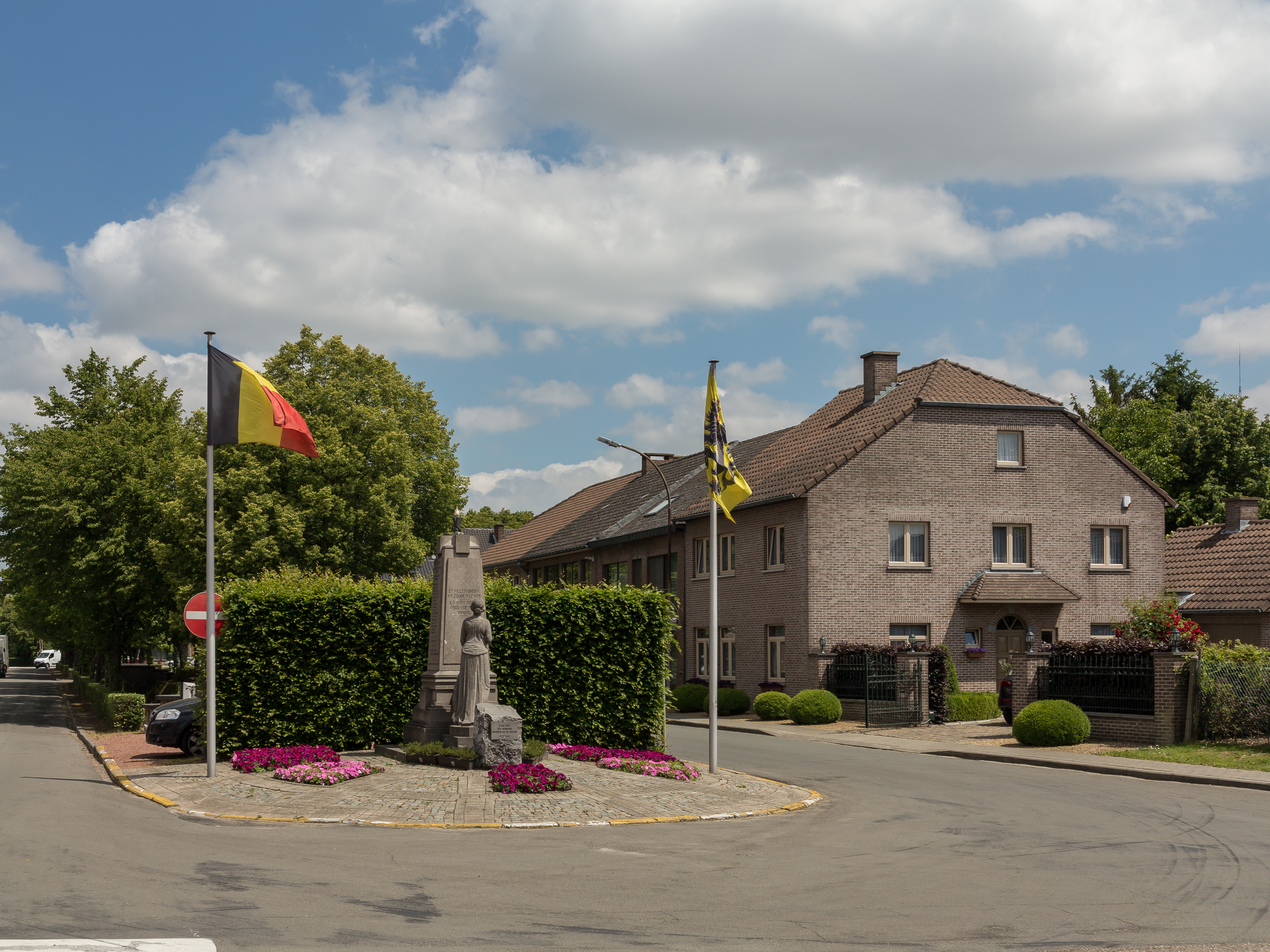
Landen, memorial de guerra.

Na era merovíngia (século 6-7) foi o fértil Hesbaye de um período de relativa calma e também um período de conversão ao cristianismo. Pepino de Landen (Pepino, o Velho), filho de Carloman, nasceu provavelmente em Landen no 580. Ele se tornaria administrador do palácio da Austrásia para os reis merovíngios e teria morrido em 640. Também foi o progenitor de príncipes e governantes. Sua filha Begga (620-695), canonizada pela Igreja Católica Romana, casou-se Ansegisel. Deste casamento nasceu Pepino de Herstal (650–714). Desta mesma união, vieram a ainda mais indivíduos célebres na história: Carlos Martel (689–741), Pepino, o Breve (714–768) e, finalmente, Carlos Magno (742–814). Gertrude (626–659), filha de Pepino de Landen, foi abadessa de Nivelles e canonizada pela Igreja Católica (padroeira de Landen). O filho de Pepino de Landen — Grimoaldo I (615-657 ou 662) —  proclamou seu próprio filho Quildeberto como rei, mas em uma das versões conhecidas, foi juntamente com seu filho assassinado em Paris nas circunstâncias obscuras. 
Após a dinastia carolíngia exercer o domínio de Landen veio a era de Lorraine e, em seguida, dá-se a origem aos Duques de Brabante. Quando os Condes de Leuven mudam seu título em Duques de Brabante, já se tinha dado início a uma distribuição das terras pertencentes à Igreja Santa Gertrudes ao Principado de Liège. No início do século XIII, ou seja, em 1211, procurou Henrique I de Brabante se esforçar para promover a economia e o comércio para o Reno e diretamente para outros países, de forma a  estabelecer uma cidade com os privilégios pessoais associados e liberdade econômica para o povo, formando ainda uma cidade fortificada. Cada aldeia teve sua própria história ao longo de muitos séculos. Durante a Idade Média, as aldeias individuais continuaram a existir, mas ainda separadas por dois estados. Algumas pertenciam ao Príncipe-Bispo do Estado Liège: Walsbets, Walshoutem e Wezeren e outras pertencentiam ao Ducado de Brabante: Eliksem, Ezemaal, Laar, Neerwinden, Overwinden, Países wange, Neerlanden, Rumsdorp, Waasmont. A aldeia Attenhoven recebeu o status de baronato e seria uma área controversa por muitos anos entre Brabante e Liège.
A segunda invasão dos franceses na Bélgica — em 29 de julho de 1794, expulsou os austríacos de Landen — marcando o fim do Antigo Regime e a introdução das estruturas municipais. Durante a semana de 20-25 agosto de 1795, o governo francês propôs a criação de um 30º Cantão quando o Departamento Ourthe (mais tarde província de Liège): Cantão de Landen com a Gete Pequeno como a demarcação. Ezemaal mudou-se para a Canton Hoegaarden, mas Canton Landen tem dois municípios flamegos lá (Neerhespen e Overhespen) e as comunidades de língua francesa Avernas-le-Bauduin,  Cras-Avernas, Grand-Hallet, Petit-Hallet, Lijsem, Racour (era bilíngüe), Truielingen e Wansin. O Comité du Salut Público em 31 de agosto de 1795 aprovou esta proposta e cantão Landen continuaria até 31 de agosto de 1963.
Todos esses municípios que formam durante o Directoire (1795-1799) um cantão municipidade com um presidente e um vice-agente e um agente em cada distrito, o antecessor da presente operação de concentração. O consular golpe de Napoleão em 18 de Brumário ano XII (9 de novembro de 1799), o francês ofereceu uma nova Constituição. Depois que a lei de 28 de Pluviose ano VIII (17 de Fevereiro, 1800) os municípios voltou sua autonomia, lançou em 1802 a título definitivo de suas fronteiras, elegeu o seu próprio governo, mas permaneceu parte dos cantão de Landen. Já em 1803, Napoleão tentou mesclar os municípios Landense. Neste ele falhou. Enquanto isso, em  Besluyt, de 24 Prairial, Ano III da República Francesa, (13 de junho de 1795) Landen perdeu o título da cidade.
A Constituição de 1815 do Reino Unido dos Holanda disposto no artigo 2.º, que a nova província de Liège, inclui o território do antigo departamento do Ourthe. Uma proposta para mudanças de limites provinciais de municípios Landense de 23 de outubro de 1816 não havia sido implementada. Um estudo pelo governador em 1822 e uma proposta por um comitê especial de 1823 trouxe nem alterações no status quo. Diversas fusões planeadas de municípios em 1821 e 1829 foram infrutíferas.
Após a independência do Bélgica em 1830, os vários governos sucessivos tentaram fundir os municípios Landense ou alterar os limites da região, no entanto infrutíferas. Não era até 15 de Dezembro de 1917, quando as autoridades de ocupação alemãs por decisão do Governador-Geral colocado todo o cantão para Limburg. O Präsident der deutschen Zivilverwaltung respondeu as modalidades de implementação em 13 de Março de 1918, mas todos permaneceram confinados às mudanças de papel. A Comissão Harmel desde 13 de dezembro de 1951, a transição dos municípios Landense de Liege a Brabant. Depois de muita discussão, este seria efetivamente entrar em 1 de Setembro de 1963: a do Canton Países movido para o província de Brabante. Posteriormente seguiu uma primeiros municípios na concentração e por 01 de janeiro de 1977 começou a atual Landen.
Um projeto de lei de 1981, membro do parlamento Gust Bogaerts previu o retorno dos Landen com título de cidade. A lei de 5 de junho de 1985 confirmaria isso. Landen é, portanto, um cantão, uma cidade com catorze freguesias. Bandeira e brasão de armas concedidos pelo decreto ministerial de 10 de dezembro de 1986.
Desde 1 de janeiro de 1995 torna esta cidade parte da província de Brabante Flamengo.

## Geografia

### Bairros
O cidade de Landen atual foi criado em 01 de janeiro 1977 seguindo uma fusão de 14 bairros que, por sua vez, anteriormente, se juntaram Attenhoven (bairros Attenhoven e Neerlanden) Landen (bairros Landen e Rumsdorp) Neerwinden (bairros Eliksem, Ezemaal,  Laar, Neerwinden, Overwinden, Wange) e Walshoutem (bairros Waasmont, Walsbets, Walshoutem e Wezeren).

### Localicação
O município no Brabante Flamengo de Landen pertence geograficamente ao oeste Brabante Hesbaye no sul de Flanders. Sua área de 55 km² e 43 km de extensão de fronteira delimitada pelos municípios de Gingelom e Sint-Truiden, no leste, Zoutleeuw e Linter no norte, Tienen e Hélécine no oeste e, finalmente, Lincent e Hannut, no sul. O centro de Landen é uma cidade vibrante pequena, dentro de um raio de 15 km rodeado por os cidades Hannut, Jodoigne, Sint-Truiden, Tienen e Waremme.

## Cultura

### Sabores
- No de Proefbrouwerij é fabricado a cerveja local o Tumulus. Existem três variantes: o Tumulus Magna, a Tumulus Nera e a Tumulus 800.

### Eventos
Landen é famosa pelo festival de música "Rock Landen", um festival alternativo belga. O festival ocorre geralmente nas primeiras semanas de setembro.

## Transporte
Landen fica do lado ao ferroviária de Bruxelas para Liège (a parte entre Tienen e Ans foi inaugurada em 1838), e no início da linha férrea de Landen para Hasselt, Genk (inaugurada em 1839). Outras ligações ferroviárias de Landen para Statte e Tamines foram abolidas por volta de 1960 e substituído por serviços de autocarros.
O caminho para chegar a Landen através da saída 28 (Walshoutem) no estrada A3 E40.